# Якоб Франкварт
Якоб Франкварт (1582/83, Антверпен — 6 січня 1651, Брюссель) — фламандський художник, придворний архітектор і видатний гравер по міді. Його прізвище також пишеться як Francquart, Franckaert, Francquaert, Jacques Franquart, Francuart. Він також був вчителем своєї племінниці, художниці Анни Франциско де Брюйнс.

## Життєпис

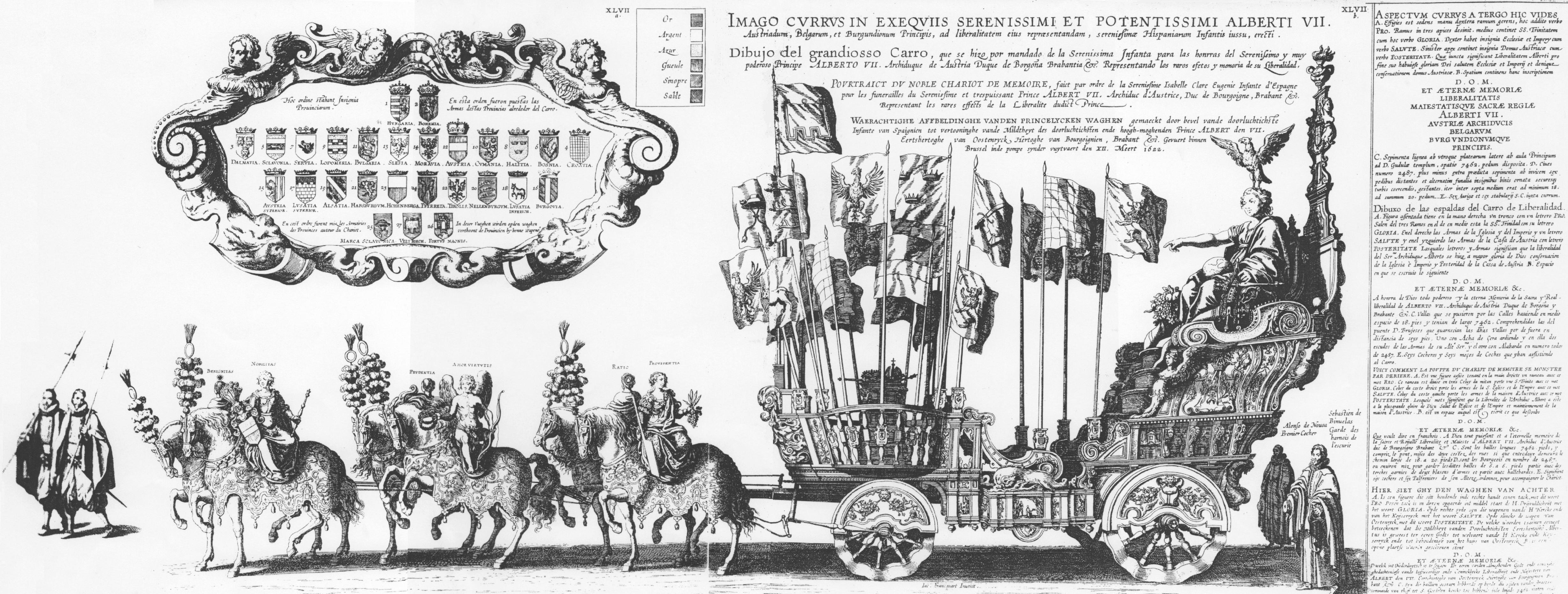
Похоронна процесія Альбрехта 1621 року. Гравюра Якоба Франкварта (1623)

Якоб Франкварт народився в Антверпені (або Брюсселі). У 1620 році він спроєктував Храм Августинців, що був розташований на сучасній площі Брукер/Де Брукерплейн у центрі Брюсселя з 1642 році до його знесення в 1893–1894 роках. Відновлений фасад будівлі тепер є частиною церкви Святої Трійці в муніципалітеті Брюсселя Іксель.
Я. Франкварт також відомий своїми видатними ілюстраціями, зокрема змалюванням похоронної процесію Альбрехта Габсбурга 1621 року, на якій, серед інших, зображені герби Королівства Галичини та Королівства Володимерії. 
Хоча робота була опублікована в Брюсселі, але вважається однією з видатних робіт золотої доби антверпенської гравюри по міді. Більшу частину тексту до гравюри написав бельгійський письменник та історик Еріцій Путеан (1574–1646), в опублікований раніше в книзі під назвою Phoenix Principum (Лувен, 1622). Гравюра містить також таблицю штрихування геральдичних кольорів, яка є найранішою системою штрихування в геральдиці після Зангріуса. На думку деяких авторів, ця робота також стала основою для пізнішої системи штрихування де ла Коломб'єра.
Видатні гравюри цієї книги стали вагомою основою для подальшого вивчення геральдики й зображують похоронну процесію 1621 року за допомогою 64 таблиць. Тут можна побачити понад 700 різних осіб з прапорами своїх країн. Всі гравюри похоронної процесії складають завдовжки майже 1 м.
Я. Франкварт також був вчителем малювання для його племінниці Анни Франциско де Брюйнс. Помер і похований у Брюсселі.